# Keiichi Arawi
Pour les articles homonymes, voir Arai (homonymie).
あらゐ けいいち (Arawi Keiichi)
Œuvres principales
- Nichijô
- City

Keiichi Arawi (あらゐ けいいち, Arawi Kei'ichi), né le 29 décembre 1977 à Maebashi, est un mangaka. Actif depuis 2006, il est connu pour son manga d'humour absurde Nichijô, publié de 2006 à 2015, et son manga City, publié de 2016 à 2021, année durant laquelle il relance Nichijô.

## Biographie
Né le 29 décembre 1977 à Maebashi, dans la préfecture de Gunma, sous le nom Keiichi Arai ,, Keiichi Arawi étudie à l'école primaire municipale d'Arako et au collège municipal d'Arato, tous deux à Maebashi, puis au lycée de commerce préfectoral d'Isesaki (ja)  à Isesaki. Durant sa deuxième année de collège, alors hospitalisé pour une pneumonie, Arawi reçoit « Onozomi no Ketsumatsu » de Shin'ichi Hoshi en cadeau, et s'est découvert une passion pour les œuvres de Hoshi. Avant d'être mangaka, Arawi est lettreur, et a notamment travaillé sur « Uchū Chintai Sarugassō (ja) »  de TAGRO (ja).
En 2003, il commence à vendre ses dōjinshi au festival COMITIA (en) dans un groupe appelé « Himalaya Haruka » . Il publie son premier manga, « Kazemachi », un one-shot prépublié chez Monthly Comic Flapper de Kadokawa pendant trois mois,. Pendant six mois, il publie son second one-shot, « Nichijō », pendant six mois de mai à octobre 2006, dans le magazine Monthly Shōnen Ace du même éditeur,. « Nichijō » recevra sa prépublication officielle en novembre 2006, et continuera d'être publié jusqu'au numéro de décembre 2015 en octobre 2015,. Nichijō, recevra notamment une adaptation en animation, ainsi que plusieurs récompenses comme la sixième place au Sugoi Japan Award (en) de 2015,,. 
En 2013, en même temps que la publication de Nichijō, Arawi publie un court manga du nom de « Tengoku » dans le magazine Newtype. En septembre 2016, Arawi lance un nouveau, « CITY », qui sera publié du numéro 44 de 2016 du magazine Morning de Kodansha jusqu'au numéro 10 de 2021 du même magazine en février 2021,,,. En octobre 2021, il adapte sa nouvelle « Amemiya-san » originellement publiée sur Youtube, en format manga, qui est publié dans le Monthly Shōnen Sunday de Shōgakukan. En décembre 2021, il recommence la publication de Nichijō dans le magazine Monthly Shōnen Ace, après l'avoir annoncé en octobre plus tôt dans la même année. En décembre 2024, Arawi relance la publication de CITY, peu avant le début de l'adaptation en série télévisée animée qui débute en juillet 2025.
Depuis 2020, Keiichi Arawi publie des courts-métrages en dessins animés sur sa chaîne Youtube.

## Principales œuvres
- Kazemachi (カゼマチ, Kazemachi?), prépublié dans Monthly Comic Flapper de janvier 2006 à mars 2006 ;
- (en cours) Nichijô (日常, Nichijō?), prépublié dans Monthly Shōnen Ace de novembre 2006 à octobre 2015, puis depuis octobre 2021, 11 volumes publiés par Kadokawa Shoten en date de 2024 ;
- Shiawase no kakudo (幸せの角度, Shiawase no kakudo?), prépublié en juillet 2010 dans Dengeki Daioh Genesis (ja)[21] ;
- (en cours) Helvetica Standard (Helvetica Standard, Herubechika Sutandādo?), prépublié de 2011 à 2012 dans Newtype, puis depuis juin 2021, deux volumes publiés par Kadokawa Shoten en date de 2024 ;
- Tengoku (天国, Tengoku?), prépublié de janvier 2013 à mai 2021 dans Newtype ;
- (en cours) City (CITY, Shitī?), prépublié de septembre 2016 à février 2021 dans Morning, puis depuis décembre 2024, 13 volumes publiés par Kodansha ;
- (en cours) Amemiya-san (雨宮さん, Amemiya-san?), prépublié depuis septembre 2021 dans Monthly Shōnen Sunday, 2 volumes publiés par Shōgakukan en date de 2024.